# Bundestagswahlkreis Main-Taunus
Der Wahlkreis Main-Taunus (Wahlkreis 180, bis zur Bundestagswahl 2021 Wahlkreis 181) ist ein Bundestagswahlkreis in Hessen. Der Wahlkreis umfasst den Main-Taunus-Kreis und die Städte und Gemeinden Königstein im Taunus, Kronberg im Taunus und Steinbach (Taunus) aus dem Hochtaunuskreis. Der Wahlkreis wurde in dieser Form zur Bundestagswahl 2002 neu eingerichtet und gilt als CDU-Hochburg. Die Partei gewann seitdem stets das Direktmandat, zuletzt bei der Bundestagswahl 2025.

## Wahlkreisgeschichte
| Wahl      | Wahlkreisname   | Gebiet |
| --------- | --------------- | --- |
| 2002–2005 | 182 Main-Taunus | Main-Taunus-Kreis und vom Hochtaunuskreis die Gemeinden Königstein im Taunus, Kronberg im Taunus und Steinbach (Taunus) |
| 2009–     | 181 Main-Taunus | Main-Taunus-Kreis und vom Hochtaunuskreis die Gemeinden Königstein im Taunus, Kronberg im Taunus und Steinbach (Taunus) |

Der Wahlkreis Main-Taunus wurde zur Bundestagswahl 2002 neu eingerichtet. Zuvor war das Gebiet des heutigen Wahlkreises von 1949 bis 1961 Teil des Bundestagswahlkreises Groß-Gerau. Zwischen 1965 und 1998 war der Main-Taunus-Kreis in verschiedenen Zuschnitten auf die Wahlkreise Groß-Gerau (südl. Gemeinden), Hochtaunus (nördl. Gemeinden) und Frankfurt am Main I – Main-Taunus (östl. Gemeinden, ab 1976) aufgeteilt.

## Wahlkreisabgeordnete
| Wahl | Abgeordneter | Abgeordneter      | Partei | Stimmen in % |
| ---- | ------------ | ----------------- | ------ | ------------ |
| 2002 |              | Heinz Riesenhuber | CDU    | 49,8         |
| 2005 | 51,1         | Heinz Riesenhuber | CDU    |              |
| 2009 | 47,5         | Heinz Riesenhuber | CDU    |              |
| 2013 | 52,2         | Heinz Riesenhuber | CDU    |              |
| 2017 |              | Norbert Altenkamp | CDU    | 41,9         |
| 2021 | 33,3         | Norbert Altenkamp | CDU    |              |
| 2025 | 39,8         | Norbert Altenkamp | CDU    |              |

## Wahlergebnisse

### Bundestagswahl 2025
| Kandidaten                                            | Kandidaten                           | Parteien/Listen     | Erststimmen | Erststimmen | Zweitstimmen | Zweitstimmen |
| Kandidaten                                            | Kandidaten                           | Parteien/Listen     | Stimmen     | %           | Stimmen      | %            |
| ----------------------------------------------------- | ------------------------------------ | ------------------- | ----------- | ----------- | ------------ | ------------ |
|                                                       | Nancy Faeser                         | SPD                 | 29.238      | 17,8        | 25.838       | 15,7         |
|                                                       | Norbert Maria Altenkampgewählt im WK | CDU                 | 65.495      | 39,8        | 57.897       | 35,1         |
|                                                       | Anna Lührmann                        | GRÜNE               | 23.001      | 14,0        | 23.889       | 14,5         |
|                                                       | Bettina Stark-Watzinger              | FDP                 | 8.847       | 5,4         | 12.190       | 7,4          |
|                                                       | Christian Douglas                    | AfD                 | 21.541      | 13,1        | 21.894       | 13,3         |
|                                                       | Thomas Völker                        | Die Linke           | 9.860       | 6,0         | 10.901       | 6,6          |
|                                                       | Frank Bergmann                       | FREIE WÄHLER        | 2.962       | 1,8         | 1.661        | 1,0          |
|                                                       | —                                    | Tierschutzpartei    | –           | –           | 1.665        | 1,0          |
|                                                       | —                                    | Die PARTEI          | –           | –           | 699          | 0,4          |
|                                                       | Fiona Byrne                          | Volt                | 2.691       | 1,6         | 1.598        | 1,0          |
|                                                       | —                                    | PdH                 | –           | –           | 132          | 0,1          |
|                                                       | —                                    | MLPD                | –           | –           | 52           | 0,0          |
|                                                       | Andreas Georg Steba                  | BÜNDNIS DEUTSCHLAND | 929         | 0,6         | 418          | 0,3          |
|                                                       | —                                    | BSW                 | –           | –           | 6.033        | 3,7          |
| Gesamt                                                | Gesamt                               | Gesamt              | 164.564     | 100         | 164.857      | 100          |
|                                                       |                                      |                     |             |             |              |              |
| Ungültige Stimmen                                     | Ungültige Stimmen                    | Ungültige Stimmen   | 1.321       | 0,8         | 1.028        | 0,6          |
| Wähler                                                | Wähler                               | Wähler              | 165.885     | 85,8        | 165.885      | 85,8         |
| Wahlberechtigte                                       | Wahlberechtigte                      | Wahlberechtigte     | 193.390     |             | 193.390      |              |
|                                                       |                                      |                     |             |             |              |              |
| Quellen: Die Bundeswahlleiterin, Kandidaten – Stimmen |                                      |                     |             |             |              |              |

### Bundestagswahl 2021
| Direktkandidat          | Partei                | Erststimmen in % | Zweitstimmen in % |
| ----------------------- | --------------------- | ---------------- | ----------------- |
| Norbert Altenkamp       | CDU                   | 33,3             | 27,0              |
| Ilja-Kristin Seewald    | SPD                   | 22,8             | 22,1              |
| Gerhard Bergmann        | AfD                   | 6,8              | 6,7               |
| Bettina Stark-Watzinger | FDP                   | 13,0             | 16,9              |
| Kordula Schulz-Asche    | Bündnis 90/Die Grünen | 16,9             | 17,1              |
| Paul Laslop             | Die LINKE             | 2,7              | 3,0               |
| Frank Bergmann          | FREIE WÄHLER          | 2,7              | 1,6               |
| Florian Sauer           | Die PARTEI            | 1,8              | 0,8               |

### Bundestagswahl 2017
Die Bundestagswahl 2017 findet am Sonntag, den 24. September 2017, statt. In Hessen haben sich 20 Parteien mit ihrer Landesliste beworben. Die Allianz Deutscher Demokraten zog ihre Bewerbung zurück. Die Violetten wurde vom Landeswahlausschuss zurückgewiesen, da nicht die erforderlichen zweitausend Unterschriften zur Unterstützung vorgelegt wurden. Somit bewerben sich 18 Parteien mit ihren Landeslisten in Hessen. Auf den Landeslisten kandidieren insgesamt 353 Bewerber, davon nicht ganz ein Drittel (114) Frauen.
| Gegenstand der Nachweisung | Gegenstand der Nachweisung | Erst- stimmen | Erst- stimmen | Zweit- stimmen | Zweit- stimmen |
| Bewerber                   | Partei                     | Anzahl        | %             | Anzahl         | %              |
| -------------------------- | -------------------------- | ------------- | ------------- | -------------- | -------------- |
| Wahlberechtigte            | Wahlberechtigte            | 197.291       | 100           | 197.291        | 100            |
| Wähler                     | Wähler                     | 160.646       | 81,4          | 160.646        | 81,4           |
| Ungültige Stimmen          | Ungültige Stimmen          | 2.120         | 1,3           | 1.786          | 1,1            |
| Gültige Stimme             | Gültige Stimme             | 158.526       | 98,7          | 158.860        | 98,9           |
| davon                      |                            |               |               |                |                |
| Norbert Altenkamp          | CDU                        | 66.490        | 41,9          | 54.905         | 34,6           |
| Ilja-Kristin Seewald       | SPD                        | 34.529        | 21,8          | 28.789         | 18,1           |
| Kordula Schulz-Asche       | GRÜNE                      | 14.458        | 9,1           | 16.752         | 10,5           |
| Ingo von Seemen            | DIE LINKE                  | 7.886         | 5             | 9.503          | 6              |
| Gernot Laude               | AfD                        | 15.319        | 9,7           | 16.395         | 10,3           |
| Bettina Stark-Watzinger    | FDP                        | 17.224        | 10.9          | 26.570         | 16,7           |
|                            | PIRATEN                    | -             | -             | 561            | 0,4            |
|                            | NPD                        | -             | -             | 337            | 0,2            |
| Josef Voege                | FREIE WÄHLER               | 2.620         | 1,7           | 1.292          | 0,8            |
|                            | Die PARTEI                 | -             | -             | 1.168          | 0,7            |
|                            | Büso                       | -             | -             | 31             | 0              |
|                            | MLPD                       | -             | -             | 33             | 0              |
|                            | BGE                        | -             | -             | 215            | 0,1            |
|                            | DKP                        | -             | -             | 24             | 0              |
|                            | DM                         | -             | -             | 222            | 0,1            |
|                            | ÖDP                        | -             | -             | 340            | 0,2            |
|                            | Tierschutzpartei           | -             | -             | 1.499          | 0,9            |
|                            | V-Partei³                  | -             | -             | 224            | 0,1            |

### Bundestagswahl 2013
| Gegenstand der Nachweisung | Gegenstand der Nachweisung | Erst- stimmen | Erst- stimmen | Zweit- stimmen | Zweit- stimmen |
| Bewerber                   | Partei                     | Anzahl        | %             | Anzahl         | %              |
| -------------------------- | -------------------------- | ------------- | ------------- | -------------- | -------------- |
| Wahlberechtigte            | Wahlberechtigte            | 196.605       | 100,0         | 196.605        | 100,0          |
| Wähler                     | Wähler                     | 155.145       | 78,9          | 155.145        | 78,9           |
| Ungültige Stimmen          | Ungültige Stimmen          | 4.078         | 2,6           | 3.226          | 2,1            |
| Gültige Stimmen            | Gültige Stimmen            | 151.067       | 100,0         | 151.919        | 100,0          |
| davon                      |                            |               |               |                |                |
| Heinz Riesenhuber          | CDU                        | 79.353        | 52,5          | 66.598         | 43,8           |
| Dieter Falk                | SPD                        | 40.927        | 27,1          | 34.156         | 22,5           |
| Bettina Stark-Watzinger    | FDP                        | 6.472         | 4,3           | 13.100         | 8,6            |
| Kordula Schulz-Asche       | GRÜNE                      | 12.453        | 8,2           | 15.057         | 9,9            |
| Fritz-Walter Hornung       | DIE LINKE                  | 6.355         | 4,2           | 6.406          | 4,2            |
| Frank Hubertus Schäfer     | PIRATEN                    | 3.729         | 2,5           | 2.773          | 1,8            |
| Nikolaus Bexha             | NPD                        | 1.778         | 1,2           | 1.003          | 0,7            |
|                            | REP                        | –             | –             | 285            | 0,2            |
|                            | BüSo                       | –             | –             | 53             | 0,0            |
|                            | MLPD                       | –             | –             | 35             | 0,0            |
|                            | AfD                        | –             | –             | 10.470         | 6,9            |
|                            | pro Deutschland            | –             | –             | 159            | 0,1            |
|                            | FREIE WÄHLER               | –             | –             | 1.212          | 0,8            |
|                            | Die PARTEI                 | –             | –             | 549            | 0,4            |
|                            | PSG                        | –             | –             | 63             | 0,0            |

### Bundestagswahl 2009
| Gegenstand der Nachweisung | Gegenstand der Nachweisung | Erst- stimmen | Erst- stimmen | Zweit- stimmen | Zweit- stimmen |
| Bewerber                   | Partei                     | Anzahl        | %             | Anzahl         | %              |
| -------------------------- | -------------------------- | ------------- | ------------- | -------------- | -------------- |
| Wahlberechtigte            | Wahlberechtigte            | 195.505       | 100,0         | 195.505        | 100,0          |
| Wähler                     | Wähler                     | 155.748       | 79,7          | 155.748        | 79,7           |
| Ungültige Stimmen          | Ungültige Stimmen          | 2.821         | 1,8           | 2.322          | 1,5            |
| Gültige Stimmen            | Gültige Stimmen            | 152.927       | 100,0         | 153.426        | 100,0          |
| davon                      |                            |               |               |                |                |
| Nicole Ritter              | SPD                        | 36.629        | 24,0          | 29.515         | 19,2           |
| Heinz Riesenhuber          | CDU                        | 72.680        | 47,5          | 56.989         | 37,1           |
| Bettina Stark-Watzinger    | FDP                        | 18.588        | 12,2          | 33.225         | 21,7           |
| Wolfgang Strengmann-Kuhn   | GRÜNE                      | 15.618        | 10,2          | 18.258         | 11,9           |
| Fritz-Walter Hornung       | DIE LINKE                  | 7.718         | 5,0           | 8.699          | 5,7            |
| Thomas Gorr                | NPD                        | 1.694         | 1,1           | 1.140          | 0,7            |
|                            | REP                        | –             | –             | 701            | 0,5            |
|                            | Die Tierschutzpartei       | –             | –             | 1.437          | 0,9            |
|                            | BüSo                       | –             | –             | 165            | 0,1            |
|                            | MLPD                       | –             | –             | 30             | 0,0            |
|                            | DVU                        | –             | –             | 110            | 0,1            |
|                            | PIRATEN                    | –             | –             | 3.157          | 2,1            |

### Bundestagswahl 2005
| Gegenstand der Nachweisung | Gegenstand der Nachweisung | Erst- stimmen | Erst- stimmen | Zweit- stimmen | Zweit- stimmen |
| Bewerber                   | Partei                     | Anzahl        | %             | Anzahl         | %              |
| -------------------------- | -------------------------- | ------------- | ------------- | -------------- | -------------- |
| Wahlberechtigte            | Wahlberechtigte            | 193.679       | 100,0         | 193.679        | 100,0          |
| Wähler                     | Wähler                     | 161.332       | 83,3          | 161.332        | 83,3           |
| Ungültige Stimmen          | Ungültige Stimmen          | 2.967         | 1,8           | 2.581          | 1,6            |
| Gültige Stimmen            | Gültige Stimmen            | 158.365       | 100,0         | 158.751        | 100,0          |
| davon                      |                            |               |               |                |                |
| Gerrit Richter             | SPD                        | 50.418        | 31,8          | 43.337         | 27,3           |
| Heinz Riesenhuber          | CDU                        | 80.848        | 51,1          | 63.644         | 40,1           |
| Anna Lührmann              | GRÜNE                      | 11.988        | 7,6           | 15.828         | 10,0           |
| Fritz-Wilhelm Krüger       | FDP                        | 8.411         | 5,3           | 26.019         | 16,4           |
| Beate Ullrich-Graf         | Die Linke.                 | 4.806         | 3,0           | 5.736          | 3,6            |
|                            | REP                        | –             | –             | 958            | 0,6            |
|                            | Die Tierschutzpartei       | –             | –             | 1.061          | 0,7            |
| Günter Seiffert            | NPD                        | 1.894         | 1,2           | 1.198          | 0,8            |
|                            | GRAUE                      | –             | –             | 710            | 0,4            |
|                            | BüSo                       | –             | –             | 114            | 0,1            |
|                            | MLPD                       | –             | –             | 35             | 0,0            |
|                            | PSG                        | –             | –             | 111            | 0,1            |

### Bundestagswahl 2002
| Gegenstand der Nachweisung | Gegenstand der Nachweisung | Erst- stimmen | Erst- stimmen | Zweit- stimmen | Zweit- stimmen |
| Bewerber                   | Partei                     | Anzahl        | %             | Anzahl         | %              |
| -------------------------- | -------------------------- | ------------- | ------------- | -------------- | -------------- |
| Wahlberechtigte            | Wahlberechtigte            | 193.631       | 100,0         | 193.631        | 100,0          |
| Wähler                     | Wähler                     | 163.517       | 84,4          | 163.517        | 84,4           |
| Ungültige Stimmen          | Ungültige Stimmen          | 2.943         | 1,8           | 2.370          | 1,4            |
| Gültige Stimmen            | Gültige Stimmen            | 160.574       | 100,0         | 161.147        | 100,0          |
| davon                      |                            |               |               |                |                |
| Klaus Wiesehügel           | SPD                        | 57.260        | 35,7          | 50.469         | 31,3           |
| Heinz Riesenhuber          | CDU                        | 79.928        | 49,8          | 69.288         | 43,0           |
| Anna Lührmann              | GRÜNE                      | 11.422        | 7,1           | 18.572         | 11,5           |
| Fritz-Wilhelm Krüger       | FDP                        | 10.232        | 6,4           | 17.388         | 10,8           |
|                            | REP                        | –             | –             | 1.006          | 0,6            |
| Stefan Marx                | PDS                        | 1.732         | 1,1           | 1.654          | 1,0            |
|                            | Die Tierschutzpartei       | –             | –             | 802            | 0,5            |
|                            | NPD                        | –             | –             | 368            | 0,2            |
|                            | GRAUE                      | –             | –             | 288            | 0,2            |
|                            | PBC                        | –             | –             | 153            | 0,1            |
|                            | CM                         | –             | –             | 96             | 0,1            |
|                            | ödp                        | –             | –             | 145            | 0,1            |
|                            | BüSo                       | –             | –             | 47             | 0,0            |
|                            | Schill                     | –             | –             | 871            | 0,5            |